# Демнд
Демнд (на английски: The Damned) е английска рок група от Лондон. Историята ѝ започва през 1976 г., когато вокалистът Дейв Венян, китаристът Брайън Джеймс, бас-китаристът Кептън Сенсибъл, и барабанистът Рат Скебис се събират заедно. Демнд е първата пънк рок група от Обединеното кралство със собствен сингъл (New Rose, 1976), с албум (Damned Damned Damned, 1977 г.), и с поредица от концерти в САЩ. Девет от техните сингли се класират в Топ 40 на Британската класация за сингли.
Малко след Music for Pleasure (1977) те се разпадат, тъй като този, втори албум, не получава доверие от критиката. Те се събират отново, този път без Брайън Джеймс, и правят Machine Gun Etiquette (1979). През 80-те години те вече еволюират в предвестник на готик рока. През това десетилетие те издават четири студийни албума: The Black Album (1980), Strawberries (1982), Phantasmagoria (1985) и Anything (1986). В последния и предпоследния липсва Кептън Сенсибъл, който е извън групата от 1984 година. През 1988 г. Джеймс и Сенсибъл се включват отново в т.нар. последен концерт на Демнд. Записът от него е издаден следващата година като концертния Final Damnation.
Демнд се възраждат за турне през 1991 г. През 1995 г. те издават нов албум, наречен Not of This Earth, който е последният със Скебис. Последните две плочи на групата са Grave Disorder (2001) и So, Who's Paranoid? (2008).
Групата минава през различни състави, като актуалният включва Венян, Сенсибъл, кийбордистът Монти Оксимърън, барабаниста Пинч и бас китариста Стю Уест. Това отразява състоянието на нещата от 2004 година насам.